# Acradenia euodiiformis
Acradenia euodiiformis es un árbol de talla pequeña a grande que crece en el noreste de Nueva Gales del Sur, Australia. Se le conoce como palo hueso (Bonewood)  o corazón de satín amarillo  (Yellow Satinheart); es una especie de sotobosque, que se encuentra naturalmente desde el poblado de Bulahdelah (32° S) hasta la Cadena McPherson  (28° S) que colinda con el estado de Queensland.

## Hábitat
El palo hueso, con frecuencia, se ve en los bosques lluviosos como un árbol de sotobosque. Particularmente en suelos pobres sedimentarios y a lo largo de arroyos. A veces se le encuentra creciendo en los fértiles suelos basálticos y en relativamente altitudes elevadas.

## Descripción
Acradenia euodiiformis usualmente crece de 12 a 20 metros de alto y con un diámetro en el tronco de 60 cm.  
El tronco es raramente cilíndrico. Usualmente de forma irregular, a veces con algunos tallos. La corteza es cremosa, usualmente lisa, algo corchosa con líneas verticales de pústulas. La corteza exterior de la corteza viva tiene patrones de rojo y de crema.
Las hojas son opuestas y usualmente en tres. (Ocasionalmente en cinco o en dos). Los foliolos no son dentados, y son algo oblicuos en la base. Las flores aparecen de octubre a diciembre, siendo blancas y fragantes en panículas. 
El fruto madura de enero a marzo, siendo dos carpelos duros de 10 mm de largo. La germinación de la semilla es difícil.

## Taxonomía
Acradenia euodiiformis fue descrita por T.G.Hartley & F.Muell. y publicado en Journal of the Arnold Arboretum 58: 176, en el año 1977.
Sinonimia
- Bosistoa euodiformis F.Muell.[2]
- Luerssenidendron monostylis Domin
- Bosistoa evodiiformis orth. var. F.Muell.[3]